# 서바이벌 패밀리
《서바이벌 패밀리》(일본어: サバイバルファミリー)는 2017년에 개봉한 일본의 영화이다.

## 줄거리
사는 낙이라고는 텔레비전 보는 일이 전부인 남편, 생선손질도 못하고 벌레도 못잡는 겁많은 아내, 헤드폰 소리가 일상이 된 대학생 아들, 스마트폰 중독인 여고생 딸. 도쿄에 사는 스즈키 일가는 말이 좋아서 가족일 뿐 실상은 각자의 삶을 사느라 대화가 단절된 전형적인 핵가족이다. 그러던 어느날, 그들의 일상에 작은 변화가 생긴다. 전기가 끊긴것이다. 이른 아침, 멈춰버린 시계때문에 늦잠을 잔 스즈키는 허둥지둥 일어나 출근준비를 한다. 형광등도 켜지지 않았고 밥솥도 작동하지 않아 아침밥도 먹을 수 없었다. 결국 온 가족이 굶은채로 집을 나섰지만 아파트 엘리베이터가 멈춰서 높은층을 계단으로 오르내려야 할때도 단순한 해프닝이라고 믿어 의심치 않았다. 하지만 밖으로 나온순간, 금세 상황의 심각성을 깨닫는다.
차에 시동이 안걸리는 바람에 자동차와 택시는 물론이고 버스와 지하철도 운행을 하지 않았다. 간신히 도착한 회사에서는 출입문이 열리지 않아 유리를 깨부수고 들어와야 했고 사무실에선 컴퓨터가 작동하지 않아 기본적인 업무도 볼 수 없었다. 결국 상부에서는 전기가 복구될때까지 회사운영을 중지하고 건물을 봉쇄했다. 아이들이 다니는 학교에서도 교통마비로 출근을 못하는 교직원들이 늘어나면서 정상적인 학사운영이 불가능한 지경이었고 엄마는 빵이라도 사오려고 했지만 정전때문에 사람들이 한꺼번에 몰려들면서 식품재고가 절대적으로 모자란 상황이었다.
이후 스즈키는 가고시마로 가기로 했고 철없는 딸 유이는 이런 와중에도 시골은 죽어도 못간다며 툴툴댔지만 상황이 여의치 않았기에 군소리없이 따라나섰다. 하지만 비행기마저 이륙하지 않는 상황. 결국 스즈키는 특단의 조치를 취한다. 가고시마까지 자전거를 타고 가자는 것. 이번엔 아들 겐지마저도 난감해했지만 방법은 없었기에 가족들은 유례없는 대모험을 시작한다. 그러는사이 나라의 물가는 점점 폭등하기 시작하더니 나중에는 돈은 쓸데없는 종이뭉치가 되어버렸고 당장 쓸수있는 식품과 약품의 값어치가 높아지면서 일본 일대는 혼란에 빠진다.

## 캐스팅
- 코히나타 후미요 : 요시유키 역
- 후카츠 에리 : 미츠에 역
- 이즈미사와 유키 : 겐지 역
- 아오이 와카나 : 유이 역
- 시손 쥰 : 사이토 쇼헤이 역